# ジェイソン・ハメル
ジェイソン・アーロン・ハメル（Jason Aaron Hammel, 1982年9月2日 - ）は、アメリカ合衆国サウスカロライナ州グリーンビル出身の元プロ野球選手（投手）。右投右打。愛称はハンマー（Hammer）。

## 経歴

### プロ入り前
2000年のMLBドラフト23巡目（全体686位）でシアトル・マリナーズから指名されたが、トレジャーヴァレー・コミュニティ・カレッジへ進学した。
2001年のMLBドラフト19巡目（全体559位）でタンパベイ・デビルレイズから指名されたが、契約には至らなかった。

### プロ入りとレイズ時代

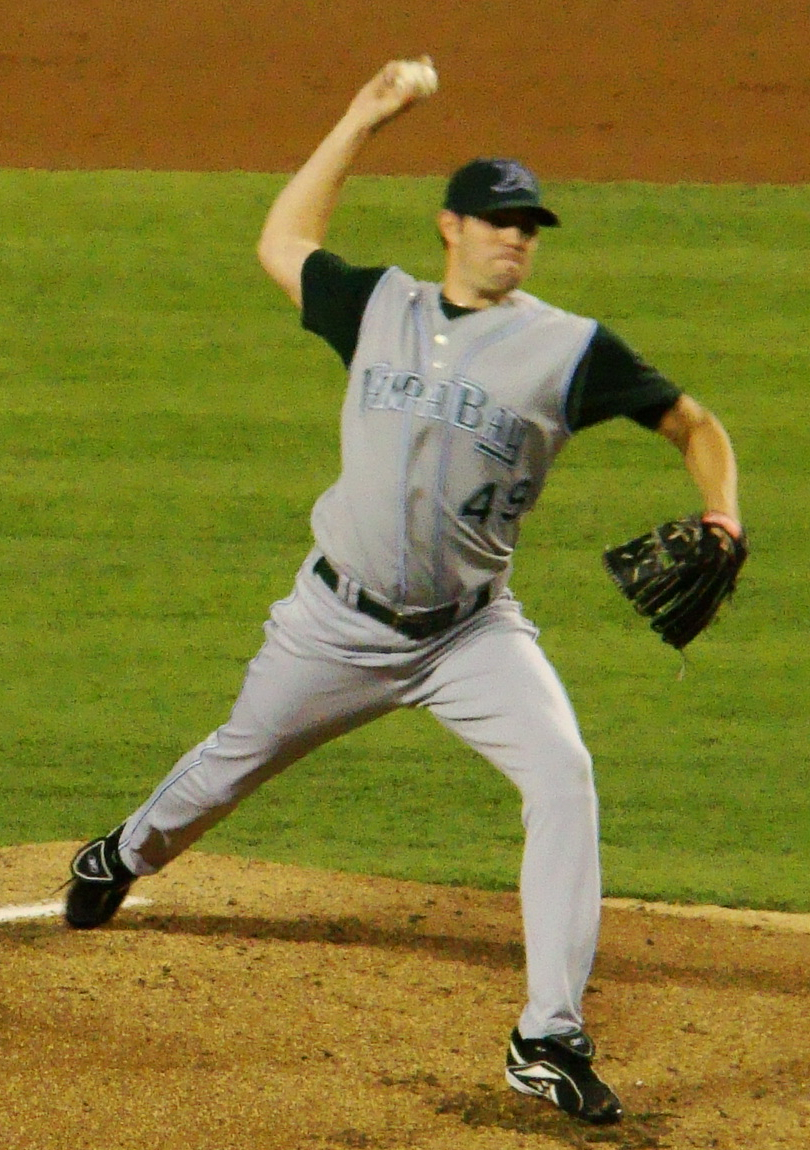
タンパベイ・デビルレイズ時代
(2007年9月18日)

2002年のMLBドラフト10巡目（全体284位）で再びデビルレイズから指名され、6月6日に契約。契約後、傘下のアパラチアンリーグのルーキー級プリンストン・デビルレイズでプロデビュー。A-級ハドソンバレー・レネゲーズでプレーし、同球団では13試合（先発10試合）に登板して1勝5敗1セーブ、防御率5.23、30奪三振を記録した。
2003年はA級チャールストン・リバードッグスでプレーし、14試合（先発12試合）に登板して6勝2敗、防御率3.40、50奪三振を記録した。
2004年はまずA級チャールストンでプレーし、18試合に先発登板して4勝7敗、防御率3.23、88奪三振を記録した。7月にA+級ベーカーズフィールド・ブレイズへ昇格。11試合に先発登板して6勝2敗、防御率1.89、65奪三振を記録した。オフの11月19日にデビルレイズとメジャー契約を結び、40人枠入りを果たした。
2005年1月31日にデビルレイズと1年契約に合意。AA級モンゴメリー・ビスケッツで開幕を迎え、12試合に先発登板して8勝2敗、防御率2.66、76奪三振を記録した。7月にAAA級ダーラム・ブルズへ昇格。10試合に先発登板して3勝2敗、防御率4.12、48奪三振を記録した。
2006年3月3日にデビルレイズと1年契約に合意。3月19日にAAA級ダーラムへ配属され、開幕を迎えた。4月11日にメジャーへ初昇格し、同日のボルチモア・オリオールズ戦で先発起用されメジャーデビュー。しかし3.1回を投げて8安打を浴び、7失点で黒星を喫した。4月16日にAAA級ダーラムへ降格し、8月23日にメジャーへ再昇格。この年は全て先発で9試合に登板したが、6回まで投げられたのは1回だけで、1勝も出来ずに6敗を喫してしまった。
2007年3月1日にデビルレイズと1年契約に合意。3月14日にAAA級ダーラムへ配属され、開幕を迎えた。6月11日にメジャーへ昇格。6月18日のアリゾナ・ダイヤモンドバックス戦では1点リードの5回裏2死から2番手として登板し、2.1回を無失点に抑えメジャー初勝利を挙げた。7月21日にAAA級ダーラムへ降格したが、23日に再昇格した。自身の25歳の誕生日である9月2日に行われたニューヨーク・ヤンキース戦では、5回を5安打1失点7奪三振に抑え、先発初勝利を挙げた。この年は24試合（先発14試合）に登板して3勝5敗、防御率6.14、64奪三振を記録した。
2008年2月23日にレイズと1年契約に合意し、自身初の開幕ロースター入りを果たした。この年は主にリリーフとして40試合（先発5試合）に登板して4勝4敗2セーブ、防御率4.60、44奪三振を記録した。
2009年2月25日にレイズと1年契約に合意した。

### ロッキーズ時代
2009年4月5日にアノーリー・ロドリゲスとのトレードで、コロラド・ロッキーズへ移籍した。4月8日にメジャーへ昇格した。この年は34試合（先発30試合）に登板して10勝8敗、防御率4.33、133奪三振を記録した。
2010年1月19日にロッキーズと1年契約に合意し、開幕ロースター入りした。この年は30試合に先発登板して10勝9敗、防御率4.81、141奪三振を記録した。
2011年1月22日にロッキーズと総額775万ドルの2年契約に合意した。この年は32試合（先発27試合）に登板して7勝13敗、防御率4.76、94奪三振を記録した。

### オリオールズ時代

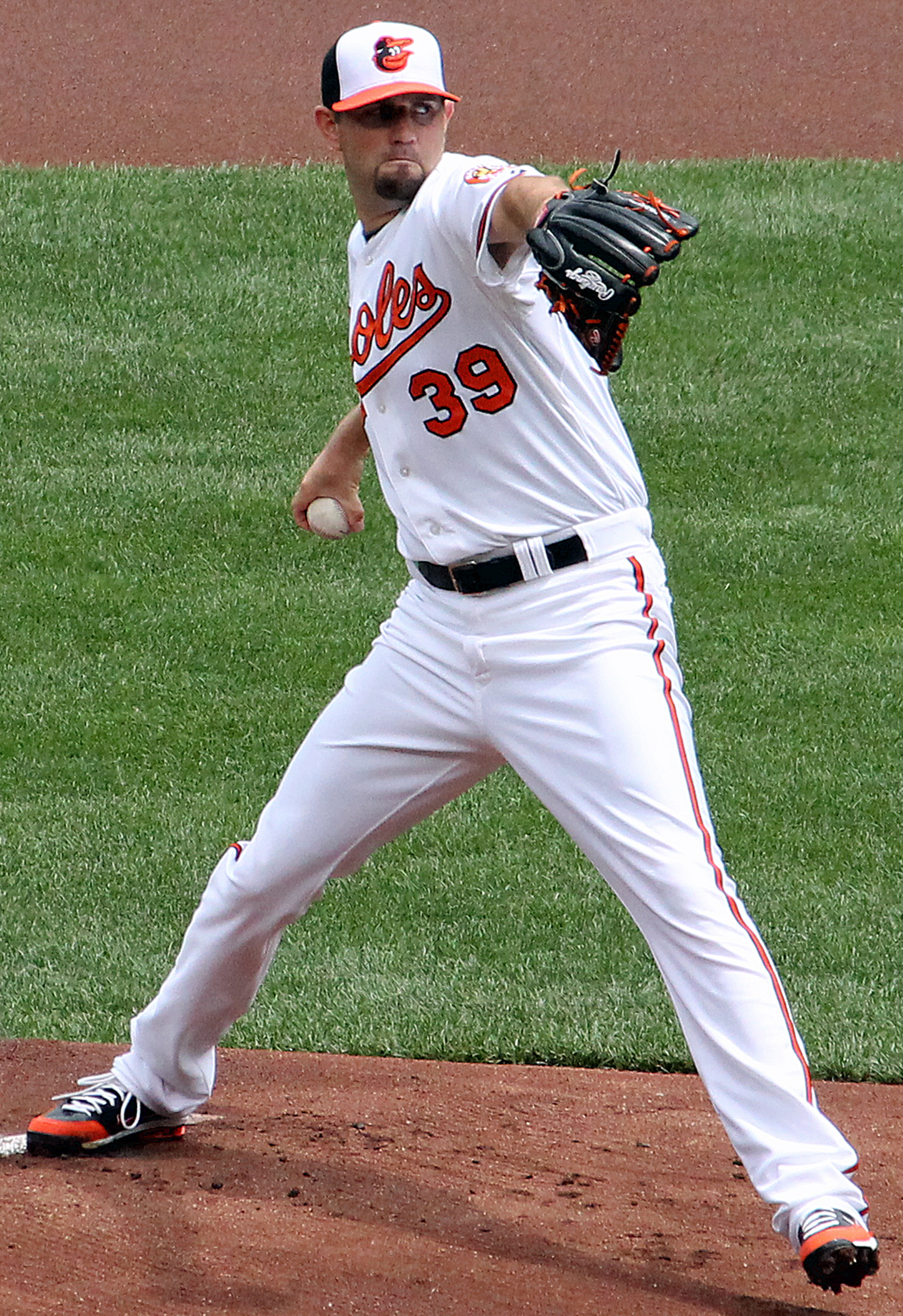
ボルチモア・オリオールズ時代
(2013年7月28日)

2012年2月6日にジェレミー・ガスリーとのトレードで、マット・リンドストロムと共にオリオールズへ移籍した。5月10日に右膝の故障で離脱し、14日に復帰したが、7月15日に再び右膝の故障を再発し、15日間の故障者リスト入りした。その後、9月6日に復帰。この年は20試合に先発登板して8勝6敗、防御率3.43、113奪三振を記録した。
2013年2月8日にオリオールズと1年契約に合意。この年は26試合（先発23試合）に登板して7勝8敗、防御率4.97、96奪三振を記録した。オフの10月31日にFAとなった。

### カブス時代
2014年1月31日にシカゴ・カブスと1年600万ドルの契約を結んだことが報道され、2月13日に球団が発表した。開幕後は17試合に先発登板して8勝5敗、防御率2.98、104奪三振を記録した。

### アスレチックス時代
2014年7月5日にアディソン・ラッセル、ビリー・マッキニー、ダン・ストレイリーとのトレードで、ジェフ・サマージャと共にオークランド・アスレチックスへ移籍した。移籍後は13試合（先発12試合）に登板して2勝6敗、防御率4.26、54奪三振を記録した。この年は2球団合計で10勝を挙げ、4年ぶりの二桁勝利を記録した。オフの10月30日にFAとなった。

### カブス復帰
2014年12月12日に古巣のカブスと総額1800万ドルの2年契約（2017年・1000万ドルの球団オプション付き）を結んだ。
2015年は先発ローテーション通りに31試合に先発し、10勝7敗、防御率3.74、WHIP1.16という成績をマーク。また、ハイペースで三振を奪い、いずれも自己ベストとなる172奪三振と奪三振率9.1を記録。
2016年は30試合に先発すると、自己最多の15勝（10敗）をマークしたが、先発ローテーションを守ったシーズンでは自己最少となる166.2イニングにとどまり、自己ワーストの被本塁打25本を打たれた。また3年ぶりに奪三振率8.0未満に終わるなど、内容としては前年よりも悪化した。カブスは地区優勝を達成したが、ハメルはポストシーズンで出場選手登録されなかった。

11月6日に球団がオプションを行使しなかったため、FAとなった。

### ロイヤルズ時代
2017年2月8日にカンザスシティ・ロイヤルズと2年1600万ドルで契約を結んだ。迎えたレギュラーシーズンではローテーションの一人として32試合に先発したが年間通して調子は上がらず、8勝13敗と二桁勝利は逃し、防御率も5.29と規定投球回に達した年では自己ワーストであった。
2018年はさらに輪をかける不振で、途中からリリーフに回った。最終的に39試合（先発18試合）に登板して4勝14敗、防御率6.02、92奪三振を記録した。オフの10月30日に来季オプションを行使されず、FAとなった。

### レンジャーズ傘下時代
2019年2月1日にテキサス・レンジャーズとマイナー契約を結び、スプリングトレーニングに招待選手として参加することになった。
3月23日に現役を引退することが発表された。前日に開幕ロースター入りが決まった直後の発表であった。

## 詳細情報

### 年度別投手成績
| 年 度     | 球 団     | 登 板 | 先 発 | 完 投 | 完 封 | 無 四 球 | 勝 利 | 敗 戦 | セ 丨 ブ | ホ 丨 ル ド | 勝 率 | 打 者 | 投 球 回 | 被 安 打 | 被 本 塁 打 | 与 四 球 | 敬 遠 | 与 死 球 | 奪 三 振 | 暴 投 | ボ 丨 ク | 失 点 | 自 責 点 | 防 御 率 | W H I P |
| --------- | --------- | ----- | ----- | ----- | ----- | -------- | ----- | ----- | -------- | ----------- | ----- | ----- | -------- | -------- | ----------- | -------- | ----- | -------- | -------- | ----- | -------- | ----- | -------- | -------- | ------- |
| 2006      | TB        | 9     | 9     | 0     | 0     | 0        | 0     | 6     | 0        | 0           | .000  | 208   | 44.0     | 61       | 7           | 21       | 0     | 1        | 32       | 3     | 2        | 38    | 38       | 7.77     | 1.86    |
| 2007      | TB        | 24    | 14    | 0     | 0     | 0        | 3     | 5     | 0        | 0           | .375  | 384   | 85.0     | 100      | 12          | 40       | 1     | 2        | 64       | 3     | 0        | 58    | 58       | 6.14     | 1.65    |
| 2008      | TB        | 40    | 5     | 0     | 0     | 0        | 4     | 4     | 2        | 1           | .500  | 346   | 78.1     | 83       | 11          | 35       | 4     | 2        | 44       | 7     | 0        | 45    | 40       | 4.60     | 1.51    |
| 2009      | COL       | 34    | 30    | 1     | 0     | 1        | 10    | 8     | 0        | 0           | .556  | 771   | 176.2    | 203      | 17          | 42       | 6     | 9        | 133      | 4     | 0        | 94    | 85       | 4.33     | 1.39    |
| 2010      | COL       | 30    | 30    | 0     | 0     | 0        | 10    | 9     | 0        | 0           | .526  | 770   | 177.2    | 201      | 18          | 47       | 1     | 6        | 141      | 13    | 2        | 97    | 95       | 4.81     | 1.40    |
| 2011      | COL       | 32    | 27    | 0     | 0     | 0        | 7     | 13    | 1        | 0           | .350  | 739   | 170.1    | 175      | 21          | 68       | 3     | 6        | 94       | 8     | 1        | 100   | 90       | 4.76     | 1.43    |
| 2012      | BAL       | 20    | 20    | 1     | 1     | 0        | 8     | 6     | 0        | 0           | .571  | 493   | 118.0    | 104      | 9           | 42       | 2     | 2        | 113      | 3     | 0        | 48    | 45       | 3.43     | 1.24    |
| 2013      | BAL       | 26    | 23    | 0     | 0     | 0        | 7     | 8     | 1        | 1           | .467  | 611   | 139.1    | 155      | 22          | 48       | 1     | 8        | 96       | 1     | 0        | 81    | 77       | 4.97     | 1.46    |
| 2014      | CHC       | 17    | 17    | 0     | 0     | 0        | 8     | 5     | 0        | 0           | .615  | 429   | 108.2    | 88       | 10          | 23       | 2     | 5        | 104      | 4     | 0        | 36    | 36       | 2.98     | 1.02    |
| 2014      | OAK       | 13    | 12    | 0     | 0     | 0        | 2     | 6     | 0        | 0           | .250  | 286   | 67.2     | 66       | 13          | 21       | 0     | 3        | 54       | 2     | 0        | 34    | 32       | 4.26     | 1.36    |
| '14計     | OAK       | 30    | 29    | 0     | 0     | 0        | 10    | 11    | 0        | 0           | .333  | 715   | 176.1    | 154      | 23          | 54       | 2     | 8        | 158      | 6     | 0        | 70    | 68       | 3.47     | 1.12    |
| 2015      | CHC       | 31    | 31    | 0     | 0     | 0        | 10    | 7     | 0        | 0           | .588  | 710   | 170.2    | 158      | 23          | 40       | 4     | 6        | 172      | 10    | 0        | 79    | 71       | 3.74     | 1.16    |
| 2016      | CHC       | 30    | 30    | 0     | 0     | 0        | 15    | 10    | 0        | 0           | .600  | 692   | 166.2    | 148      | 25          | 53       | 0     | 9        | 144      | 9     | 0        | 77    | 71       | 3.83     | 1.21    |
| 2017      | KC        | 32    | 32    | 0     | 0     | 0        | 8     | 13    | 0        | 0           | .381  | 804   | 180.1    | 209      | 26          | 48       | 2     | 9        | 145      | 7     | 1        | 109   | 106      | 5.29     | 1.43    |
| 2018      | KC        | 39    | 18    | 0     | 0     | 0        | 4     | 14    | 0        | 1           | .222  | 583   | 127.0    | 168      | 18          | 39       | 4     | 3        | 92       | 3     | 0        | 91    | 85       | 6.02     | 1.63    |
| MLB：13年 | MLB：13年 | 377   | 298   | 2     | 1     | 1        | 96    | 114   | 4        | 3           | .457  | 7826  | 1810.1   | 1919     | 232         | 567      | 30    | 71       | 1428     | 77    | 6        | 987   | 929      | 4.62     | 1.37    |

- 2018年度シーズン終了時

### 背番号
- 49（2006年 - 2008年）
- 46（2009年 - 2011年）
- 39（2012年 - 2014年途中、2015年 - 2018年）
- 40（2014年途中 - 同年終了）